# 切頂十六胞体
切頂十六胞体（せっちょうじゅうろくほうたい、英: Truncated hexadecachoron）とは、 四次元半正多胞体の一種である。正十六胞体の頂点を切り落としたもので、三次元の切頂八面体に相当する。
- 構成立体：正八面体 8個、切頂四面体 16個
- 構成面：正三角形 64枚、正六角形 32枚
- 辺：110
- 辺形状：24の辺には切頂四面体4個が集まり、残りの96の辺には正八面体1個と切頂四面体2個が集まる。
- 頂点：48
- 頂点形状：四角錐（正八面体 1個、切頂四面体 4個）